# Decorumverlies
Decorumverlies wordt beschreven als een symptoom in bepaalde ziektebeelden, waarbij de zieke gedrag vertoont dat niet aan de sociale omgeving van dat moment is aangepast. Decorum, dat staat voor 'welvoeglijkheid' en 'fatsoen', wordt in de medische wereld vooral gebruikt als term voor 'het zich in bepaalde omstandigheden passend weten te gedragen' (het is niet volledig synoniem van etiquette, dat meer slaat op 'regels in de sociale omgang').
Bij decorumverlies gaat het om onaangepast gedrag, waarbij de patiënt zich niet realiseert dat de gedraging(en) onacceptabel zijn in normale omstandigheden. Het is een vaak voorkomend beeld bij, onder andere, de ziekte van Alzheimer.
Decorumverlies moet echter niet verward worden met wat in de psychiatrie grensoverschrijdend gedrag wordt genoemd. Hierbij is de patiënt zich wel degelijk rationeel bewust van het onaangepaste karakter van zijn gedrag, alleen ontbreekt hem doorgaans de reguliere emotie of remming daarbij. Dit komt onder meer voor bij bepaalde persoonlijkheidsstoornissen.